# 卡其色

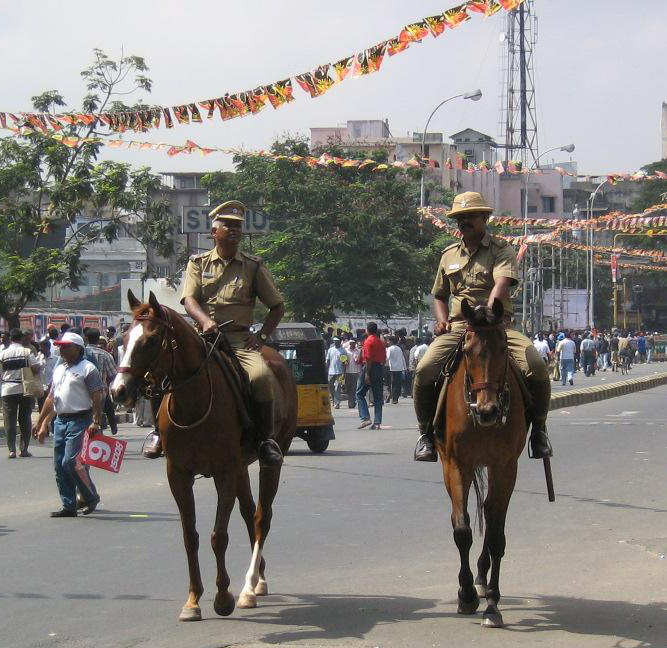
穿著卡其色制服的印度警察。

卡其色，又稱土色、沙色，這個名字的英文名稱是英屬印度時期創造的。印度斯坦語中的「khak」這個字來自波斯語和盧爾語，意謂「灰塵」，而「khaki」的意思則是「充滿灰塵的」、「蒙塵的」或「土色的」。全球上有很多軍隊的迷彩服都是卡其色。最著名的例子是，駐印度的英國陸軍從1848年開始使用卡其制服。
英國部隊在1867-68年的阿比西尼亞戰役中首次正式使用卡其制服，當時羅伯特·納皮爾男爵指揮印度部隊遠征衣索比亞，要求釋放部分英國人質，並且「說服阿比西尼亞國王特沃德羅斯改變做法，必要時則使用武力。」
「這是第一次有部隊穿卡其制服的主要戰役，這種布料早在1861年就正式批准使用在工作服上。雖然1864年取消了這項批准，但有很多部隊，尤其是曾經在西北前線（巴基斯坦）服役過的部隊，依然用茶葉或其他物質將白色的棉布制服染色。據說卡其布是英屬印度陸軍哈利·拉姆斯登（Harry Lumsden）中尉（之後升為中將）在1846年12月創立領導軍團（Corps of Guides）時發明的。」（Farwell，p. 77）
今日，卡其色是半正式西裝褲的標準色之一。

## 軍用卡其色

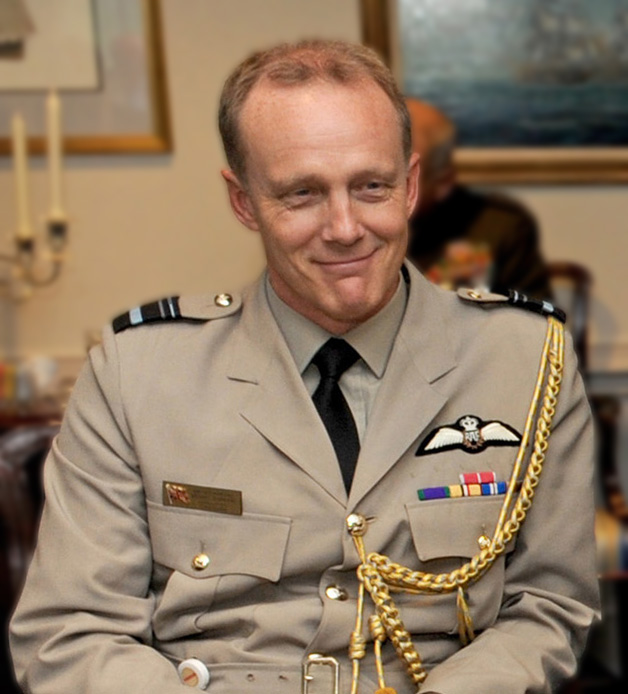
英國皇家空軍卡其色將官常服。圖為駐美英國國防參謀團邁可·哈伍德 (英國皇家空軍將領)少將

起初，卡其色是英國熱帶地區制服特有的顏色，和印度語本來指的「蒙塵的」褐色相近。今日，在盎格魯-撒克遜國家一般的說法中，「卡其色」會讓人想到褐色甚至米色。然而，軍中的用法卻不盡相同，所以常造成混淆。
1902年，當歐陸英軍軍服採用卡其色時，選擇的色調明顯比原來的卡其色更深、更綠。所有大英帝國的軍隊和第一次世界大戰時的美國遠征軍採用的顏色也相似，只有細微的差異；後者把這種顏色稱為橄欖褐（olive drab），或許這個名字描述得更好。這種褐綠的色調在兩次世界大戰期間有許多國家沿用。20世紀前半的軍隊可按顏色粗略分成兩類：一類穿的是「卡其色」（褐綠色），包括美國、英國、法國、蘇聯、日本、加拿大、澳大利亞、比利時、荷蘭、土耳其、希臘等等，在日本軍中還特地將軍用褐綠色稱作「國防色」；另一類穿的是灰綠色系，最早採用的國家包括德國、奧地利、義大利、南斯拉夫、保加利亞、羅馬尼亞以及斯堪地那維亞地區的國家。褐綠與灰綠的兩極之間有許多不同的顏色，彼此也有相當程度的重疊，甚至在同一個軍隊裡也會有不同。
二戰後半，美國的橄欖褐明顯變得更綠，脫離了卡其色原有的色調。二戰後，參加北大西洋公約組織的成員國大多採用了美軍軍服的風格和偏綠的橄欖褐色（也因此常稱為橄欖綠）。這種顏色在許多歐洲國家中仍然稱為卡其色。例如，「khaki」這個字流傳到法國日常用語中，但指的是橄欖綠。第一次世界大戰時使用的黃褐色在法語中稱為「moutarde」。今日，仍然使用橄欖褐或卡其色當戰鬥服的軍隊已經很少了，大多已改用迷彩，但善戰的以色列國防軍和奧地利的聯邦軍隊是明顯的例外。

## 色调

### 網頁深卡其色
右邊展示的是網頁顏色的深卡其色。
這個顏色比X11和HTML/CSS體系的卡其色深，故名。

### 網頁卡其色
右邊展示的是網頁的卡其色。。這是HTML/CSS標準中稱為卡其色的顏色。
一般人普遍認為這個顏色是卡其色——這是一般人買卡其褲時預期會看到的顏色。這也是1930年出版的《色彩辭典》（A Dictionary of Color）中指定的卡其色，這本書是電腦廣泛使用以前的色彩命名標準。《色彩辭典》中記載，英語使用「khaqi」為顏色名稱的最早記錄是在1848年。

### 網頁淡卡其色
右邊展示的是CSS/HTML標準中的淡卡其色。在X11標準中，這個顏色稱為卡其色。這是X11與HTML/CSS命名不同的例子之一。

## 卡其色調比較表
- 淡卡其（X11「卡其」）（Hex：#F0E68C）（RGB：240，230，140）
- 卡其（HTML/CSS）（Hex：#C3B091）（RGB：195，176，145）
- 深卡其（X11「深卡其」）（Hex：#BDB76B）（RGB：189，183，107）

## 政治上
卡其色也是台灣團結聯盟的代表色。